# Stepford Cuckoos
Las Stepford Cuckoos —Las Cucos Stepford en España— son un conjunto de mutantes ficticios, quintillizas psíquicamente vinculadas (Celeste Cuckoo, Esme Cuckoo, Irma "Mindee" Cuckoo, Phoebe Cuckoo y Sophie Cuckoo) que aparecen en los cómics estadounidenses publicados por Marvel Comics. El orden alfabético de los nombres de las Cuckoos se corresponde con sus edades, siendo Celeste la primogénita y Sophie la más joven. Originalmente se llamaban a sí mismas Cinco en Uno (Five-in-One), después de la muerte de Esme y Sophie, las hermanas restantes fueron conocidas como las Tres en Uno (Three-in-One). Ellas se asocian comúnmente con el Instituto Xavier de Estudios Superiores y las escuelas mutantes sucesoras. 
Su nombre "Stepford Cuckoos" es una referencia a los libros The Stepford Wives y Los cucos de Midwich. Las Stepford Cuckoos hicieron su debut en acción real como las Hermanas Frost; Esme, Sophie y Phoebe en la serie de televisión The Gifted (2017 - 2019), interpretadas por Skyler Samuels.

## Historial de publicaciones
Primera aparición en New X-Men, vol. 1 # 118, fueron creados por Grant Morrison. Su origen, como las "hijas" creadas artificialmente de Emma Frost, se revela en X-Men: Phoenix-Warsong.
Esme y Sophie estuvieron entre los personajes principales de la serie limitada de dos números de 2011 Chaos War: X-Men.

## Biografía ficticia

### Origen
Como se reveló en el primer número de X-Men: Phoenix-Warsong, las hermanas crecen de células de óvulos cosechadas de la telépata y luego villana Emma Frost, mientras ella estuvo en estado de coma después de un ataque de Centinelas que mató a sus estudiantes, los originales Hellions. En realidad ellas eran solo cinco de muchas "hijas" clonadas. Los cientos restantes (si no miles) de clones, residen dentro de las cámaras de incubación en un laboratorio oculto bajo tierra en El Mundo, un complejo de viviendas del Proyecto Arma Plus (seres vivos diseñados para servir como armas). Ellos fueron creados por el Dr. John Sublime para ser poderosas armas capaces de matar a todos los mutantes mediante la combinación de sus habilidades telepáticas. Las Cuckoo fueron designadas Arma XIV.

### Instituto Xavier
Las Cuckoos fueron introducidas por primera vez como protegidas y favoritas de Emma Frost, y desconocían su verdadero propósito. Se utilizó un bloqueo telepático para enmascarar su ubicación en la escuela, lo que provocó que cualquiera que cuestionara sus orígenes perdiera el hilo de sus pensamientos. Ellas, junto con el estudiante Quentin Quire, fueron conocidos como los telépatas más fuertes entre los nuevos estudiantes del Instituto Xavier de Estudios Superiores. Aunque Quire y las Stepford Cuckoos eran rivales, Quire estaba enamorado de Sophie. Sophie y las demás Cuckoos lo consideraron repugnante y lo rechazaron por completo.
En parte como expresión de rebelión adolescente, en parte bajo la influencia de una droga mutante llamada Kick y en parte por el deseo de impresionar a Sophie, Quire incitó una revuelta estudiantil en el Instituto Xavier de Estudios Superiores. Sophie murió deteniendo a Quire, esforzándose demasiado después de usar la misma droga para aumentar sus poderes. Las Stepford Cuckoos consideraron a Frost parcialmente responsable de la muerte de Sophie (habiéndola "inspirado al heroísmo") y se desvincularon de ella en ese momento. Con la muerte de Sophie, las Cinco en Uno se convirtió en las Cuatro en Uno. Temerosos de que les faltara una parte de ellos mismos, probaron para ver si sus poderes aún funcionaban bien contactando telepáticamente a Jean Grey e informándole que Emma Frost estaba intentando tener una aventura con su esposo, Scott Summers.
En secreto, Esme Cuckoo había estado colaborando con el X-Man Xorn, luego disfrazada de Magneto. Tomando el control de la mente grupal de las Cuckoos, telepáticamente obligó a  Angel Salvadore a atacar a Emma Frost, rompiendo completamente su cuerpo de diamante en fragmentos. Jean Grey logró telequinéticamente reensamblar a Frost y devolverla a la vida, tras lo cual Emma reveló la participación de Esme en el ataque. Luego, Esme abandonó a sus hermanas para unirse a la nueva Hermandad de Mutantes de Magneto. Más tarde, perdiendo la fe en Xorn, la Hermandad se volvió contra él y Esme, quien lo atacó, enojada porque Xorn no le devolvía su afecto. Xorn luego mató a Esme, y ella murió en los brazos de Emma, afirmando con su último aliento que nunca quiso terminar como Emma.

### Corsairs
Poco después, el instituto es reconstruido, con Emma Frost y Cíclope como directores y líderes de los X-Men. Frost y Summers dividieron a los estudiantes mayores en varios equipos de entrenamiento de seis personas, cada uno de ellos enseñado por un miembro del personal. Las tres Cuckoos restantes, que ahora se hacen llamar "Tres en Uno", fueron asignadas al equipo de Corsarios, asesorado por Cíclope. Las tres chicas eran las colíderes del equipo. 
En X-Men: Phoenix Endsong (marzo-junio de 2005), la entidad cósmica conocida como Fuerza Fénix regresó a la Tierra buscando habitar el cuerpo de Jean Grey. Quentin Quire, todavía enamorado de Sophie, sintió al Fénix y exhumó el cuerpo de Sophie. El buscó al Fénix, que resucitó a Sophie, pero ella rápidamente elige morir de nuevo en lugar de estar con él. Los X-Men derrotan al Fénix, aunque un fragmento en forma de luciérnaga localiza a Celeste.

### Arma Plus y Fénix—Warsong
En New X-Men #154 (mayo de 2004), las Stepford Cuckoos se identifican como Arma XIV (cada niña son unidades 1 a 5, ordenadas alfabéticamente por sus nombres), el código de arma viviente entre Arma XIII (Fantomex) y Arma XV (Ultimatón).
Manipuladas tanto por el fragmento del Fénix como por el Dr. John Sublime, las Cuckoos reaniman a Esme y Sophie como cadáveres y regresan al Mundo. En "El Mundo", son recibidos por una imagen de computadora de Sublime y aprenden sobre sus miles de hermanos clonados. Su verdadero propósito era recopilar datos sobre los X-Men y transmitirlos a los otros clones a través de nanotecnología compartida en sus cuerpos. Se revela que el fragmento de Fénix se ha manifestado para destruir a los Cucos y todos sus clones para evitar que se activen como arma y maten a todos los mutantes. El Fénix se manifiesta con mayor fuerza a través de Celeste, usándola como su avatar, pero luego se difunde según los planes de Sublime entre cada uno de los telépatas clonados, aumentando sus poderes. Las Cuckoos luego descubren que también compartían la capacidad de Emma de convertirse en forma de diamante. Ahora refiriéndose a sí mismos como los Mil en Uno y bajo el control de Sublime, los psíquicos con poderes cósmicos proceden a ejecutar su destino programado de destrucción mutante. Celeste, a instancias de Emma, acepta su papel como anfitriona del Fénix y lucha por el control del Fénix, liberando a los clones del control de Sublime por primera vez. Sin embargo, el Fénix continúa destruyendo los mil clones, a pesar de su nueva libertad y deseo de experimentar la vida, destrozando sus formas de diamantes recién manifestadas, así como a Esme y Sophie. Disgustada por la destrucción, Celeste expulsa a la entidad de su cuerpo. Sin embargo, se niega a partir, lo que hace que Celeste lo reabsorba en sus propios corazones de diamantes y en los de Mindee y Phoebe para poner fin a la destrucción del Fénix. A diferencia de la composición de diamantes de Emma, que contiene un defecto, los corazones de Cuckoo son diamantes impecables. Como tal, el fragmento de Fénix está literalmente sellado dentro de sus corazones. El precio que las hermanas deben pagar por esto es que nunca más podrán sentir emociones, lo que las dejará más alejadas de los demás de lo que eras antes.

### Periodo posterior a la Guerra Civil
Las Stepford Cuckoos fueron considerados "reclutas potenciales" para el programa de la Iniciativa. Luego se vio a las chicas ayudando a Elixir a dominar el conocimiento médico y anatómico a través del cerebro de Bestia. Poco después ellos son teletransportados al Limbo con los otros estudiantes y capturados por Belasco, a quien les colocan cascos para mantenerlos dormidos y evitar que usen sus poderes. Fueron liberados por una X-23 recién revivida y cambiaron el rumbo de la batalla contra Belasco. Cuando Hulk ataca al Profesor Charles Xavier, los asombrosos X-Men y los nuevos X-Men, las Stepford Cuckoos se ponen en contacto con varios otros equipos X, como  Excalibur, el Uncanny X-team y X-Factor, para obtener su ayuda. Luego ayudan a Prodigy a acceder a todos sus conocimientos y habilidades olvidados para compensar su pérdida de poder como agradecimiento por salvarlos cuando los terroristas antimutantes conocidos como los Purifiers atacaron la escuela.

### Messiah Complex
Las Cuckoos utilizan a "Cerebro" para localizar a Cable, quien tiene el bebé mutante desaparecido que los X-Men están buscando.
Cuando los X-Men llegan al lugar indicado por las Cuckoos, el bebé ya había sido robado por los Merodeadores. Las Cuckoos no pueden reubicar al bebé telepáticamente, por lo que Emma Frost les ordena que se concentren en encontrar a los Merodeadores que lo secuestraron.

### Destino Manifiesto
Tras los acontecimientos del Messiah Complex, las Cuckoos se reúnen con los X-Men en su nuevo hogar de San Francisco, junto con muchos de sus antiguos compañeros de clase. Más tarde, las chicas acuerdan ayudar a borrar la memoria de Josh Foley sobre su trabajo con el equipo Fuerza-X recién reformado, para ayudar al equipo a mantener una sensación de secreto con respecto al equipo principal de X-Men. Acuerdan mantener al equipo en secreto, principalmente por lealtad a Cíclope. Las chicas recientemente han comenzado a vestirse de manera más individual que antes, y ya no usan trajes a juego. Cada uno de ellos también tiene peinados diferentes, y solo uno de los Cuckoos mantiene su peinado anterior.

### Invasión secreta
Las Cuckoos ayudan a oponerse a los invasores Skrull en San Francisco. Cuando los Skrulls bloquean toda comunicación telepática, canalizan su telepatía a través de Cerebra hacia Emma mientras ella intenta encontrar el bloqueo psíquico y destruirlo. La psique de Emma se desconecta brevemente de su cuerpo y mientras lucha contra los psíquicos Skrull, las Cuckoos, por orden de Cíclope, usan su telepatía para mantener activas las funciones autónomas de Emma. Posteriormente, las Cuckoos aparecen como personajes secundarios en Uncanny X-Men.

### Nación X
Durante una batalla campal entre los X-Men y un grupo de versiones genéticamente alteradas de Predator X, los fragmentos de Fénix que estaban contenidos en los corazones de diamantes de las Cuckoos los abandonan y parten al espacio por razones desconocidas. Durante su estancia en Utopía, las Cuckoos comienzan a aburrirse y empiezan a escabullirse de la isla para comprar DVD de películas de terror. Influenciadas por las películas, las chicas comienzan a torturar mentalmente a sus compañeros de clase usando escenarios de The Twilight Zone y Ring, entre otros. Después de que Emma descubre esto, revela que cuando era niña era fanática de la película Furia de Titanes, y que de vez en cuando sueña despierta con estar ella misma en la película. Al darse cuenta de que siempre le ha gustado enseñar, Emma decide convertir a los Cucos en profesores de la escuela de la isla, dándoles así algo que hacer con su tiempo.

### Guerra del Caos
Durante la "Guerra de Caos", Esme y Sophie se encuentran entre los miembros caídos de los X-Men que regresan de entre los muertos después de lo que sucedió en los reinos de la muerte. Sophie confrontó a Esme sobre su muerte con poca resolución. Durante este tiempo, Sophie se hizo amiga de Thunderbird. Mientras buscaban respuestas entre los restos del Instituto Xavier, los antiguos X-Men fueron atacados por Carrion Crow: Eater of the Dead. Esme más tarde se sacrificó para salvar a su hermana de Carrion Crow. A raíz de la derrota del Rey del Caos, Sophie regresa al más allá después de que la realidad es restablecida por Hércules. Thunderbird incluso comentó que la próxima vez que resucite, sería con Sophie.

### Regénesis
Después de "Schism", Phoebe quería ir a Westchester mientras que Irma quería quedarse en Utopia, dejando el voto decisivo a Celeste, quien eligió Utopia después de enterarse de que Quentin Quire iba a estar en Westchester. Tras la muerte de Charles Xavier y la aparición en la actualidad de los cinco X-Men originales, las Cuckoos deciden unirse a la nueva versión de Cíclope de la Escuela Xavier.

### Wolverine y los X-Men
Durante AvX, las Stepford Cuckoos vinieron para quedarse en la Escuela Jean Grey. Cuando Cíclope y su equipo vinieron a confrontar a Bestia para hacer avanzar a los X-Men originales en el tiempo, las Cuckoos se fueron con ellos. Cuando Teen Angel intentó abandonar la escuela de Wolverine, Teen Jean intentó obligarlo a quedarse en contra de su voluntad. Como castigo, las Cuckoos obligaron a Teen Jean a someterse y solo cedieron después de que Teen Jean aprendió su "lección". Luego, Angel se fue para unirse al equipo de Cíclope, para pesar de Teen Jean, ya que se suponía que debían permanecer juntos. 

### Uncanny X-Men
Después de unirse al equipo e instalarse, Irma cambia su peinado, para horror de Celeste, aunque Emma aprueba y anima a Irma y sus hermanas a ser su propia gente. Irma ve a Triage y ambos parecen sentir atracción el uno por el otro, pero ninguno actúa en consecuencia. Más tarde participan como miembros del equipo de Cíclope durante la Batalla del Átomo. 
Cuando el equipo desplazado en el tiempo de los X-Men originales se une al equipo de Cíclope, Celeste se vuelve hostil hacia la adolescente Jean Grey, desplazado en el tiempo. Durante una excursión a un centro comercial, Jean le revela a Celeste que Irma y Phoebe no tienen ningún problema con ella como Celeste. El grupo se encuentra con un miembro de los Inhumanos, y las Cuckoos y Jean Grey quedan noqueadas.

### X-23
Las Cuckoos restantes, sintiéndose vacías sin sus hermanas, optaron por buscar y contratar a un especialista en regeneración genética que trabajó en The Facility detrás de la génesis de Laura Kinney. A través de la manipulación mental de la Dra. Helen Marks por parte de Phoebe, Irma y Celeste, el profesor pudo fabricar cuerpos clonados a partir de plantillas de ADN idénticas a las de las hermanas caídas del trío, mientras que las Cuckoos atraían las conciencias descarriadas de Sophie y Esme desde el más allá para habitarlos. Sin embargo, el proceso fue defectuoso, ya que los cuerpos fotocopiados rechazaron la huella psíquica de sus anfitriones mortales; provocando que sus cuerpos se deterioren a un ritmo acelerado.
Para preservar adecuadamente a sus matriarcas moribundas, Esme, que llevaba a Sophie enferma a su lado, exigió que siguieran adelante con un plan alternativo: asegurar el cuerpo sano de un sujeto del programa X-23, Gabby.
Sin embargo, en realidad, Esme había estado manipulando tanto a sus hermanas como a sus asistentes de ingeniería a puerta cerrada todo el tiempo. Empujando sutilmente a sus tres parientes vivos a la mente, controla a varios expertos en manipulación biofísica para darse una nueva oportunidad de vida, además de hacer que Helen cree un compuesto de degeneración celular con el que solía asesinar a su hermana Sophie a espaldas de todos nuevamente. Todo mientras alegaba que el exjefe del 5 en uno murió durante la noche. Se produciría una persecución después de que los tres en uno lograran enviar un mensaje de texto falso para llamar a Gabby a su ubicación en una iglesia abandonada, donde sometieron a Laura a una alucinación psíquica mientras los tres se escapaban con su premio.
X-23 pronto lo seguiría persiguiendo, pero las Cuckoos lo engañaron nuevamente para que persiguiera la minivan equivocada. Los tres utilizarían un dispositivo de transferencia mental diseñado por el Dr. Marks para extrapolar e imprimir firmas psi en cuerpos sanos con vastas capacidades de recuperación para desviar la mente de Esme de su cuerpo defectuoso al recipiente más saludable de Gabby.
Pero el proceso sería interrumpido por Laura, quien fue alertada de su ubicación mediante un rastreador GPS activado por su hermana adoptiva justo cuando comenzaba el experimento. Después de lo cual, la personalidad de Esme se trasladaría con éxito al ser de Gabby, mientras que la propia Laura había sido expulsada del área del granero donde se estaba llevando a cabo el procedimiento. Como consecuencia de intentar interceptar el suceso, X-23 terminó con la conciencia de Sophie Cuckoo fijada en su mente.
Cuando Mindee fue enviada para averiguar si Laura había muerto o no en la explosión. La recién rejuvenecida Gabby/Esme comenzó a discutir su plan de ascenso con sus dos hermanas restantes, Phoebe y Celeste. Mientras tanto, la exlíder del quintumvirato, Sophie, se comunicaría con Laura en el plano mental, explicándole a ella y a la familia Cuckoo la historia de vida, justo cuando Irma se toparía con Laura pensando que era Sophie en el mundo físico. Después de una dura coerción por parte del primero y explicaciones más matizadas de su hermana fallecida, Mindee está consternada por el descubrimiento de que Esme había planeado, mentido y matado a su único pariente una vez más después de regresar del más allá de la tumba. Ofreciendo a regañadientes su ayuda a la amalgama Laura/Sophie en sus esfuerzos por evitar que el actual tres en uno llegue a Cerebro antes de que Esme pueda controlarlo. Mientras Esme y las otras Cuckoos se dirigen al Instituto Xavier, son interceptados por una Bestia que transporta una bazuca en un helicóptero mientras su líder despotrica sobre cómo los X-Men perdieron su tiempo y sus vidas protegiendo a humanos inútiles. Esme está consternada al descubrir que el adversario que tenían ante ellos era simplemente una ilusión conjurada por Sophie que esperaba en la escuela de jóvenes talentosos. Sophie continuó revelando la profundidad y el alcance de la traición de Esme a sus otras hermanas, cuando ambas preguntaron por qué haría tal cosa después de todo lo que pasaron solo para traerlos de regreso. Esme refuta fríamente tales afirmaciones y admite que ella obligó a sus acciones hasta el momento, de principio a fin. Esme respondió que las Cuckoos eran poco más que zánganos sin sentido sin que ella pensara por ellos y luego apuñaló a Phoebe con la garra de hueso de Gabby. Mientras Laura se peleaba brutalmente con Esme y Sophie mantenía su mente compartida libre de la influencia mental de su hermana psicótica, Irma logró llegar a Cerebro para galvanizar los poderes psíquicos del otro Cuckoo a través de ella y Laura. Todos estos esfuerzos tenían como objetivo extirpar su número trastornado del cuerpo de Gabby, donde luego Sophie, igualmente incorpórea, enterraría su psique retorcida tan profundamente que nunca volvería a resurgir. Posteriormente, los clones restantes de Cuckoo desaparecerían por un tiempo. Laura se enteraría de que están ocupados en París, algo que ella sabe y que Sophie habría disfrutado.

### Casa de X
El profesor Xavier, ahora llamado simplemente X, llama a las Cinco para que devuelvan la vida a Sophie y Esme. Los alguna vez enemigos acérrimos actuaron como guías turísticos de un grupo de funcionarios gubernamentales mientras mostraban el nuevo Hábitat de Jerusalén creado por Krakoa.
Durante la historia de "Empyre", las Stepford Cuckoos se encuentran entre los mutantes psíquicos que son convocados en Genosha. Ellas están entre los que presencian la pelea de Magik con los Cotatinaught.

## Poderes y habilidades
Las Cuckoos comparten una telepática mente colmena. Telépatas poderosas individualmente, su potencia combinada es incluso mayor que su suma. Estos poderes les permiten las normas psíquicas de difusión / recepción de pensamientos, control mental, ilusiones, explosiones de fuerza de energía psiónica pura, proyección astral, etc. Su mente les permite comunicarse entre sí instantáneamente, aunque la fuerza de su lazo depende en la proximidad de unas con otras: cuanto más lejos están la una de la otra, más débil es su capacidad de conexión.
A pesar de que más a menudo funcionan y actúan como una unidad, son capaces de pensar y operar de forma individual. Cuando las cinco hermanas estaban vivas, Sophie fue la conciencia dominante y a menudo mandó a las Cuckoos. Sin embargo, como se deduce de las acciones de Esme, es posible que otra de las Cuckoos arrebatara el control de la colmena y tal vez incluso, uso los poderes de todas las hermanas, sin el consentimiento y conocimiento de las demás. Con la pérdida de Sophie y Esme, las Cuckoos no son tan fuertes como lo fueron cuando eran cinco.
Al igual que su madre, Emma Frost, cada hermana Cuckoo también posee la habilidad de transformarse en un cuerpo de diamante orgánico, con invulnerabilidad, durabilidad y gran resistencia. A diferencia de Frost, sin embargo, sus formas de diamantes son impecables, de tal manera que nada puede entrar o salir de ellas. Ellas demuestran esta capacidad mediante el sellado del fragmento astillado de la Fuerza Fénix dentro de sus corazones por cambiar permanentemente sus corazones al diamante, en el proceso de sacrificar su capacidad de sentir emociones genuinas. La Fuerza Fénix finalmente logra escapar, lo que permitiría a las hermanas recuperar sus emociones. Durante la serie Warsong, las Cuckoos obtuvieron el poder de volar y piroquinesis, presumiblemente a partir de la telequinesis inducida por Fénix.
Además, las Cuckoos han demostrado telequinesis. 
Muchos miembros del personal de la Escuela Xavier han informado que el nivel de poder de las Cuckoos, en todas sus encarnaciones, es extremadamente impresionante y fuerte.

### Personalidades

#### Sophie Cuckoo
Se explora la personalidad de Sophie Cuckoo justo antes de su muerte. Se dijo que ella siempre fue la mente dominante entre sus hermanas. Cuando Quentin Quire inició un motín en el Campus Xavier, Sophie se "inspiró en el heroísmo" y usó Kick para fortalecer sus poderes y luchar contra él. La tensión mató a Sophie, aunque secretamente fue la influencia psíquica de Esme la que finalmente la empujó hacia la muerte. Desde entonces, ha sido retratada en otras realidades como la más librepensadora de los Cuckoos.
En la línea editorial, Sophie muestra una expresión de carácter más maternal y caballerosa hacia sus hermanas. Incluso hacia Esme, quien la había traicionado y matado dos veces. Mostrando que sentía una culpa extrema por las acciones de sus hermanos que casi le cuestan a Laura su propia hermana debido a las maquinaciones de la trastornada Cuckoo. También se revela que Sophie es increíblemente perspicaz sobre los rasgos subyacentes del carácter de sus hermanas, habiendo adivinado que Esme odiaba ser un clon; pero no pude ver que ella odiara cada vez más a sus otros hermanos, lo cual también con el tiempo. Suponiendo con precisión que las tendencias psicóticas de Esme provienen del odio extremo hacia sí misma, en parte por sentirse menos persona debido a que es una persona falsa.

#### Phoebe Cuckoo
Phoebe Cuckoo demostró una personalidad hambrienta de poder durante los eventos de Warsong. A diferencia de Celeste, que temía el poder consumidor del Fénix, Phoebe deseaba el poder por pura afinidad por ejercerlo. Ella fácilmente abrazó al Fénix y disfrutó del poder destructivo que le otorgaba.

#### Irma "Mindee" Cuckoo
Mindee Cuckoo fue la próxima Cuckoo escrita con una personalidad distinta. Ella tenía una relación con otra estudiante, Germaine, quien fue asesinada por una turba antimutante cuando los estudiantes quedaron atrapados en un edificio después de la destrucción de Manhattan por parte de Xorn. Luego tuvo una relación combativa con Jay Guthrie, quien siempre la interrumpía mientras tocaba el piano. Más tarde ayudó a Gambit durante el ataque de la Hermandad de Exodus a la escuela. Su verdadero nombre es "Irma".
Irma ahora se ha teñido el pelo y se lo ha cortado; ahora es morena. Triage se siente atraído por ella y el sentimiento puede ser mutuo.

#### Celeste Cuckoo
Durante los eventos de Warsong, Celeste Cuckoo expresó temores de perder el contacto con sus hermanas, cambiar de personalidad y blandir la Fuerza Fénix. Según Emma, ella es la chismosa del grupo. Finalmente aceptó sus poderes, matando a los clones Mil en Uno y a sus hermanas resucitadas según el juicio cósmico de Fénix. Disgustada por la destrucción que causó el Fénix, trató de expulsar el fragmento de Fénix de su cuerpo, pero en cambio se vio obligada a sellarlo dentro de los corazones de diamantes de Mindee, Phoebe y ella misma. Se la retrata como la más compasiva de todas las Cuckoos.
Al conocer a una adolescente Jean Grey que fue traída al presente por Bestia, Celeste siente una aversión instantánea hacia ella y están constantemente discutiendo. Cuando Irma decide cambiar su peinado y actuar más como una persona individual, Celeste se horroriza ante la idea de perder la conexión con su hermana. Para su desesperación, Emma da la bienvenida a la creciente individualidad de las hermanas. Celeste también descubre que sus hermanas tienen pocos problemas con Jean, lo que aumenta su división. 

#### Esme Cuckoo
Esme Cuckoo fue la primera en separarse de sus hermanas y se enamoró del soldado Shi'Ar Stuff que se disfrazó de estudiante. Pronto ella intenta asesinar a Frost, y más tarde se reveló que era la responsable de los eventos que mataron a Sophie. Queriendo tomar el control de las Cuckoos pero encontrando resistencia por parte de Sophie, Esme usó la droga Kick en sí misma para aumentar sus propios poderes psíquicos y tomar el control de la mente grupal de las Stepford Cuckoos. Esme manipuló a su hermana Sophie para que también usara la droga Kick con el fin de ejercer demasiado sus poderes telepáticos hasta el punto de morir. Esme regresó en la historia del Planeta X, en la que se reveló que Esme había estado trabajando para Xorn todo el tiempo, y que ella se había enamorado de él. Sin embargo, Esme se volvió contra él y trató de destruir su mente después de que él rechazó su afecto. Xorn, que en ese momento tomaba la droga artificial Sublime Hipercortisona D, la mató enojado rompiéndole los aretes de metal en el cráneo. Muere en los brazos de Emma, quien le dice a Esme que de todas las Cuckoos, ella estaba más orgullosa de ella. En publicaciones posteriores, Esme muestra cuán cruel, engañosa, hambrienta de poder y megalómana puede ser; el cuarto volumen de X-23 revelaría la verdadera magnitud de su naturaleza verdaderamente asesina; manipulando a sus hermanas vivas desde más allá de la tumba, asesinándolas e hiriéndolas para lograr un resultado deseable para ella y deleitándose con la recién descubierta invencibilidad que viene con un cuerpo ligero de Wolverine.

## Cambios conceptuales
Originalmente, se suponía que la primera letra de cada uno de los nombres de Cuckoo deletreaba la palabra "spice" cuando se colocaba en la secuencia adecuada: Sophie, Phoebe, Irma,  Celeste y Esme, una referencia al grupo de pop británico, las Spice Girls. Sin embargo, Grant Morrison nunca mencionó el nombre del quinto Cuckoo (aquel cuyo nombre se suponía que comenzaba con "I") durante su carrera en New X-Men, y fue solo más tarde que este quinto Cuco fue llamado "Mindee" por Chuck Austen, quien desconocía el huevo de Pascua de Morrison. Sin embargo, el escritor Matt Fraction luego rectificó esto, afirmando que el verdadero nombre de Mindee era Irma, restaurando así el acrónimo original.
Ellas fueron llamadas Stepford Cuckoos por primera vez en New X-Men # 123 (abril de 2002), que también fue el primer número en el que se nombró a Esme, Sophie, Phoebe, Celeste y Mindee fueron nombradas en New X-Men #134 (enero de 2003), New X-Men #149 (enero de 2004), New X-Men #153 (abril de 2004) y New X-Men # 156 (junio de 2004), respectivamente. En New X-Men: Academy X Yearbook, su apellido fue confirmado como "Cuckoo" y su nombre en clave como "Tres en Uno".

## Recepción
- En 2014, Entertainment Weekly clasificó a las Stepford Cuckoos en el puesto 28 en su lista "Clasifiquemos a todos los X-Man".[46]

## Otras versiones

### Era de X
En la realidad de "Era de X", las Stepford Cuckoos se muestran como reclusos del X-Brig de Fortress X. 

### Exiliados
En una realidad que se muestra en Exiles, donde después de que Hulk fue arrojado al espacio y descubierto por Annihilus, matándolo y llevando la Ola de Aniquilación a la Tierra, Sophie, Esme y Mindee aparecen como algunos de los pocos superhumanos que quedan. Sophie se ha separado de las dos Cuckoos restantes y está saliendo con Quentin Quire, mientras que Esme y Mindee permanecen como sus representaciones originales en el Universo Marvel principal. Las capacidades mentales de Sophie también han aumentado y tiene sueños recurrentes sobre eventos futuros.

### Here Comes Tomorrow
En la línea de tiempo de "Here Comes Tomorrow", dentro de 150 años, Celeste, Mindee y Phoebe son miembros de los X-Men y operadores de Cerebra, se han fusionado con la máquina y se hacen llamar las "Tres en Uno". Sus poderes psíquicos también se han amplificado, permitiéndoles ver el futuro. A pesar del largo tiempo transcurrido, parecen tener poco más de veinte años. Con el lanzamiento de la miniserie Warsong, esto se puede atribuir a los nanocitos en sus cuerpos y sus orígenes como Arma XIV.

### House of M
En House of M, las quintillizas formaban parte del Programa de Liderazgo de Nuevos Mutantes en las Naciones Unidas. De los cinco, Sophie parecía ser la que tenía una personalidad más fuerte. Sophie se unió a Prodigy, Surge y el resto de los Nuevos Mutantes en su viaje a Japón para encontrar a Seiji Ashida, mientras que Celeste, Esme, Mindee y Phoebe permanecieron en Nueva York, aunque aceptaron mantener el secreto. Más tarde, Sophie fue asesinada en Japón por terroristas antimutantes.

### X-Men: The End
En el futuro alternativo representado en X-Men: The End, Celeste, Mindee y Phoebe han desarrollado cada una su propia apariencia y ahora se llaman a sí mismas "las Spikes". Phoebe tiene el pelo largo y castaño, Mindee tiene el pelo largo y rubio y Celeste tiene el pelo corto y negro.

## En otros medios

### Televisión
- Las hermanas Cuckoos aparecen en la serie animada Wolverine y los X-Men con la voz de Tara Strong.[50] Esta versión ellas son parte del Club Fuego Infernal, en el episodio de tres partes "Foresight". Ayudan a Emma Frost a engañar a Jean Grey para que libere la Fuerza Fénix. Después de que el círculo interno traiciona a Emma, se ordena a las Cuckoos terminar el trabajo. Las cinco sirven como anfitriones de la Fuerza Fénix y visten los trajes rojos y dorados del Fénix oscuro. Como lo advirtió Emma, la Fuerza Fénix se vuelve demasiado poderosa para que las Cuckoos la controlen. Dejan sus cuerpos después de que Jean Grey llama a Fénix, pidiéndole que regrese a su cuerpo. Sin embargo, cuando la Fuerza Fénix intenta regresar con Jean, Emma intercepta el Fénix y se sacrifica para destruirlo.
- Las Stepford Cuckoos, rebautizadas como las "Frost Sisters" (Hermanas Frost), aparecen en The Gifted, interpretadas por Skyler Samuels.[51] Esta versión de las hermanas son miembros genéticamente modificados del Club Fuego Infernal, que más tarde se llama el Círculo Íntimo. Esme Frost fue la primera en aparecer, haciendo su introducción en el octavo episodio de la temporada 1 titulado, "threat of eXtinction". Sophie y Phoebe aparecieron más tarde en el décimo episodio, "eXploited", luego de ser liberadas de la custodia de Servicios Centinela, por la propia Esme. Al igual que en los cómics, las Cuckoos poseen una mente de colmena telepática que les permite compartir pensamientos y comunicarse a grandes distancias. Mientras que están cerca uno del otro, sus habilidades telepáticas individuales aumentan su fuerza. En el sexto episodio de la temporada 2, "iMprint", Esme le revela a Lorna (Polaris) que sus dos hermanas, Celeste y Mindee, murieron cuando ella, Sophie y Phoebe tenían trece años y escaparon del laboratorio que las creó.[52] Al final de la temporada, Sophie y Phoebe son atacadas por Marcos, dejándolas inconscientes y sin saber si fallecieron o no, y Esme se une al grupo de Lorna.

### Cine
- Tres chicas rubias idénticas aparecen en el fondo, durante una escena que tiene lugar en el Instituto Xavier en X-Men: The Last Stand (2006). Uno de los coescritores de la película, Zak Penn confirmó en una charla en línea que estos eran en realidad las Stepford Cuckoos / Tres en una.

- Una chica con poderes similares a las Stepford Cuckoos tiene una aparición en X-Men Origins: Wolverine como hermana de Kayla Silverfox. En esta película es interpretada por la actriz australiana Tahyna Tozzi.

### Videojuegos
- Las Stepford Cuckoos con la voz de Jennifer Hale, aparecen como villanas en el juego X-Men Legends II: Rise of Apocalypse. Se encuentran en el Templo de Madri y terminan entregando a Emma Frost a Apocalipsis. Luchan contra los X-Men junto al Holocausto que sirve como su protector. Hubo una referencia de que abandonaron X-Mansion cuando su cuarta hermana murió en acción en una misión reciente.